# Madsen Pirie
Duncan Madsen Pirie (né le 24 août 1940) est un auteur et essayiste britannique, cofondateur et président actuel de l'Adam Smith Institute, think tank néolibéral fondé dans les années soixante-dix, ayant contribué à l'accès au pouvoir de Margaret Thatcher.

## Biographie
Né à Kingston upon Hull, en Angleterre, Madsen Pirie est le fils de Douglas Pirie et d'Eva Madsen. Après avoir été élève au lycée Matthew Humberstone de l'Église d'Angleterre (appelé aussi Clee Grammar School of Boys)[réf. souhaitée], il étudie l'histoire, la philosophie, et l'économie, et sort diplômé de l'université d'Édimbourg, de l'université de St Andrews, et de l'université de Cambridge.

## Travail de lobbyisme politique pour les conservateurs américains et anglais
Dès ses années d'études à l'école de St-Andrews, avec Douglas Mason (en), il fréquente les frères Eamon et Stuart Butler, et milite avec eux au sein de l'association des étudiants conservateurs, la Saint Andrews Conservative and Unionist Association (que Pirie qualifie lui-même de groupe libertarien). 
Partisan des idées de Friedrich Hayek et de Milton Friedman, il fait la promotion de leurs idées dans la revue de l'association, Progressus, et le journal étudiant de l'université, Aien. Aussi il mène, avec les étudiants conservateurs, des actions politiques, comme des dîners, des collectes pour les soldats britanniques en Irlande du nord, ou des invitations régulières à Enoch Powell, homme politique conservateur anti-immigration et ouvertement raciste. Pirie qualifie cet activisme d' « activités […] rigolotes, menées avec panache », et en garde un souvenir chaleureux.
Avec Stuart Butler (en) et Eamonn Butler (en), il quitte le Royaume-Uni en 1973 pour les États-Unis et rejoint Edwin Feulner (en) qui travaille à la Chambre des Représentants, pour le député Phil Crane. Il rejoint brièvement le Republican Study Commitee, fondé cette année-là. Pirie et les Butler suivent Feulner quand celui-ci crée, peu de temps après, le Heritage Foundation, think-tank conservateur.
Madsen et Eamonn reviennent au Royaume-Uni en 1977. Ensemble, ils fondent leur propre think-tank néo-libéral, l'Adam Smith Institute qui reprend, à échelle plus grande et plus influente, le travail commencé avec l'Association des conservateurs de St-Andrews, et collaborent avec l'Institute of Economic Affairs, un autre Think tank (inclus dans le groupe dit des « 9 entités » du 55 Tufton Street) ,. L'ASI, est financé par des hommes d'affaires comptant parmi les plus riches du monde, également pour mettre en oeuvre les idées de Hayek, par exemple dans les politiques portées par Thatcher et Reagan.
Durant le mandat de Margaret Thatcher, Pirie et l'ASI constituent une force de propositions influentes, participant à l'élaboration des réformes sur les syndicats, et aux politiques de privatisation des services et entreprises publiques, entre autres choses.
Dans son autobiographie, Madsen Pirie décrit comment, grâce à des fonds versés par vingt des plus grandes entreprises du Royaume-Uni, il a pu contribuer à tracer la voie que Margaret Thatcher a suivie: « Tous les samedis, alors que les conservateurs de Thatcher étaient dans l'opposition, le personnel de l'Adam Smith Institute (créé par Pirie dans les années soixante-dix) et de l'Institute of Economic Affair déjeunaient avec ses chercheurs, et avec les principaux rédacteurs et chroniqueurs du Times et du journal The Telegraph, pour tracer la révolution qui la conduirait au pouvoir ».

## Œuvres
Madsen Pirie est l'auteur de plusieurs essais et œuvres de fictions.
En politique et en économie, ses deux ouvrages les plus importants sont Privatization: Theory, Practice and Choice et Micropolitics, dans lesquels il expose des stratégies très concrètes pour privatiser des entreprises d'État, déclencher des plans de licenciements, ou encore abroger des statuts d'employé de l'État, tout en gardant les grèves et autres formes de colère sociale a minima. Partant du fait que la seule bataille des idées, et les discours n'empêchent pas les grèves massives et les troubles sociaux dans la mise en œuvre des politiques conservatrices, Pirie propose une « micropolitique », c'est-à-dire, une adaptation aux différents groupes contestataires par des politiques incitatives (du concept d'incitation économique, incitative en anglais, comme les fortes indemnités des départs volontaires), des planifications par étapes pour adoucir les réformes, ou des négociations par groupes séparés.
Dans un autre registre, Pirie est l'auteur d'ouvrages plus ludiques comme Test your I.Q. (1983), ou Boost your I.Q. (1991).
Madsen Pirie publie en 2006 Comment remporter toutes les joutes verbales, un recueil de conseils pour raisonner « sans la moindre base logique, mais sans que personne ne le remarque ».
Il publie en 2009 101 Great Philosophers, un guide de vulgarisation philosophique et une autobiographie.

## Distinctions
En 2010, il est lauréat, avec Eamonn Butler, du National Free Enterprise Award.